# James Cardno
James Farquhar Cardno (* 25. Mai 1912 in Fraserburgh; † 15. Mai 1975 in Leeds) war ein britischer Bobfahrer.

## Karriere
James Cardno nahm als Anschieber von Frederick McEvoy an den Olympischen Winterspielen 1936 in Garmisch-Partenkirchen teil. Im Zweierbob-Wettkampf belegte das Duo auf der Olympia-Bobbahn Rießersee den vierten Platz. Im Viererbob-Wettkampf konnten Cardno und McEvoy zusammen mit Guy Dugdale und Charles Green die Bronzemedaille gewinnen.